# Apples Never Fall
Apples Never Fall est une mini-série télévisée réalisée par Chris Sweeney et Dawn Shadforth (en), diffusée le 14 mars 2024 sur le service Peacock.
Il s'agit de l'adaptation du roman Set et Match ! de la romancière australienne Liane Moriarty, publié en 2021 aux États-Unis,.
En France, elle est diffusée sur Max.

## Synopsis
Lorsque Joy Delaney (Annette Bening) disparaît soudainement, ses quatre enfants doivent reconstituer tout ce qu'ils pensaient savoir sur leurs parents et de leur mariage.

## Distribution

### Acteurs principaux
- Annette Bening (VF : Micky Sébastian) : Joy Delaney
- Sam Neill (VF : Hervé Bellon) : Stan Delaney
- Alison Brie (VF : Julie Mouchel) : Amy Delaney
- Jake Lacy (VF : Damien Ferrette) : Troy Delaney
- Georgia Flood (en) (VF : Diane Kristanek) : Savannah
- Conor Merrigan Turner (VF : Martin Faliu) : Logan Delaney
- Essie Randles (VF : Flora Kaprielian) : Brooke Delaney
- Jeanine Serralles (VF : Myrtille Bakouche) : l'inspectrice Elena Camacho
- Dylan Thuraisingham : l'inspecteur Ethan Remy

### Acteurs secondaires
- Katrina Lenk (VF : Barbara Beretta) : Lucia Fortino
- Timm Sharp (en) (VF : Anthony Audoux) : Monty Fortino
- Nate Mann (en) : Simon Barrington
- Ana Maria Belo (VF : Juliette Poissonnier) : Caro Azinovic
- Giles Matthey (en) : Harry Haddad
- Paula Andrea Placido (en) (VF : Maud Vincent) : Gina Solis
- Pooja Shah (VF : Aurélie Vigent) : Indira Chaundry
- Madeleine Jones : Claire Delaney

 Source et légende : version française (VF) sur RS Doublage et cartons du doublage français.

## Épisodes
1. The Delaneys
2. Logan
3. Amy
4. Brooke
5. Troy
6. Stan
7. Joy